# Ballyhaise
Ballyhaise (irl. Béal Átha hÉis) – wieś w hrabstwie Cavan w Irlandii. Jest położona około 7 km od Cavan nad rzeką Annalee.